# Rollmops

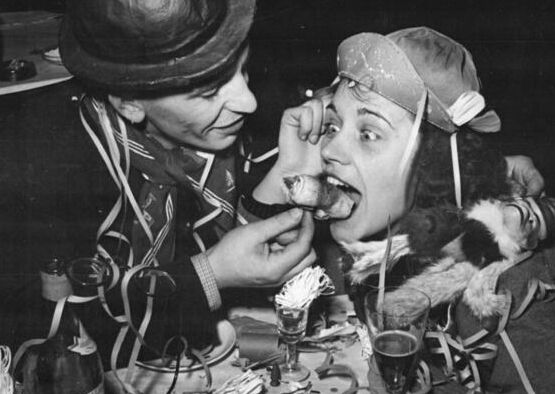

El rollmops és un plat amb un areng enrotllat. Per cuinar-lo, es netegen les espines i els interiors de l'areng. Es posa el filet durant 35 dies en una solució de sal i vinagre. L'areng marinat s'enrotlla amb un trosset de ceba, cogombre i espècies, se subjecta amb un escuradents. Es menja sense coberts, l'escuradents es posa directament a la boca. És una tapa que la gent a Alemanya menja sobretot després d'una nit de festa, en el desdejuni de la ressaca. El rollmops és una especialitat de la cuina berlinesa, des de la primera meitat del segle xix. En aquesta època, amb el començament delferrocarril, es transportaven els arengs enrotlles en barrils de fusta des del mar Bàltic i del mar del Nord cap a l'interior d'Alemanya. A poc a poc el rollmops es va fer popular a tot el país. Avui dia el Rollmops es pot comprar a tots els supermercats en conserva i d'un en un a les peixateries.